# 黃葵日
黄葵日（？—？），字献君，號都華，广东广州府南海县人，明末清初官员。

## 生平
崇祯九年（1636年）丙子科舉人，十三年（1640年）庚辰科進士，吏部观政，授大理寺评事。